# Місток (морський термін)

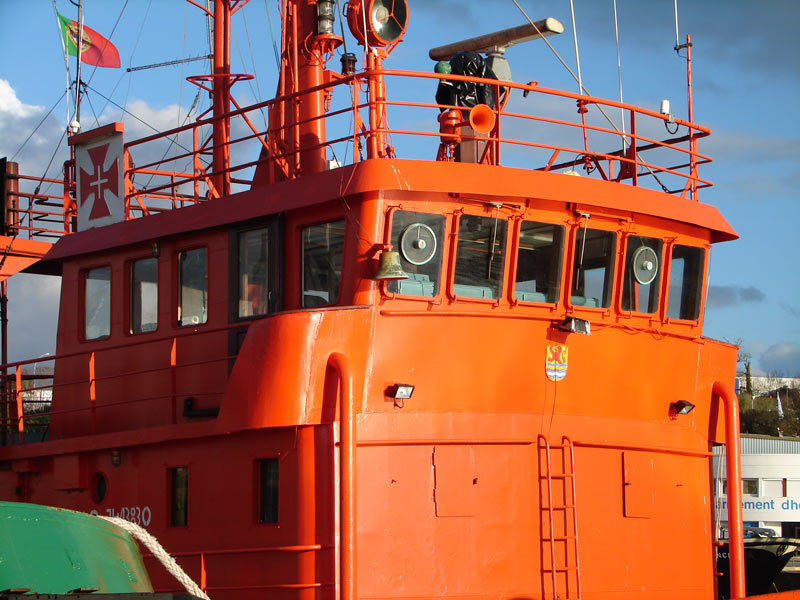
Відкритий навігаційний місток буксира Leão dos Mares.

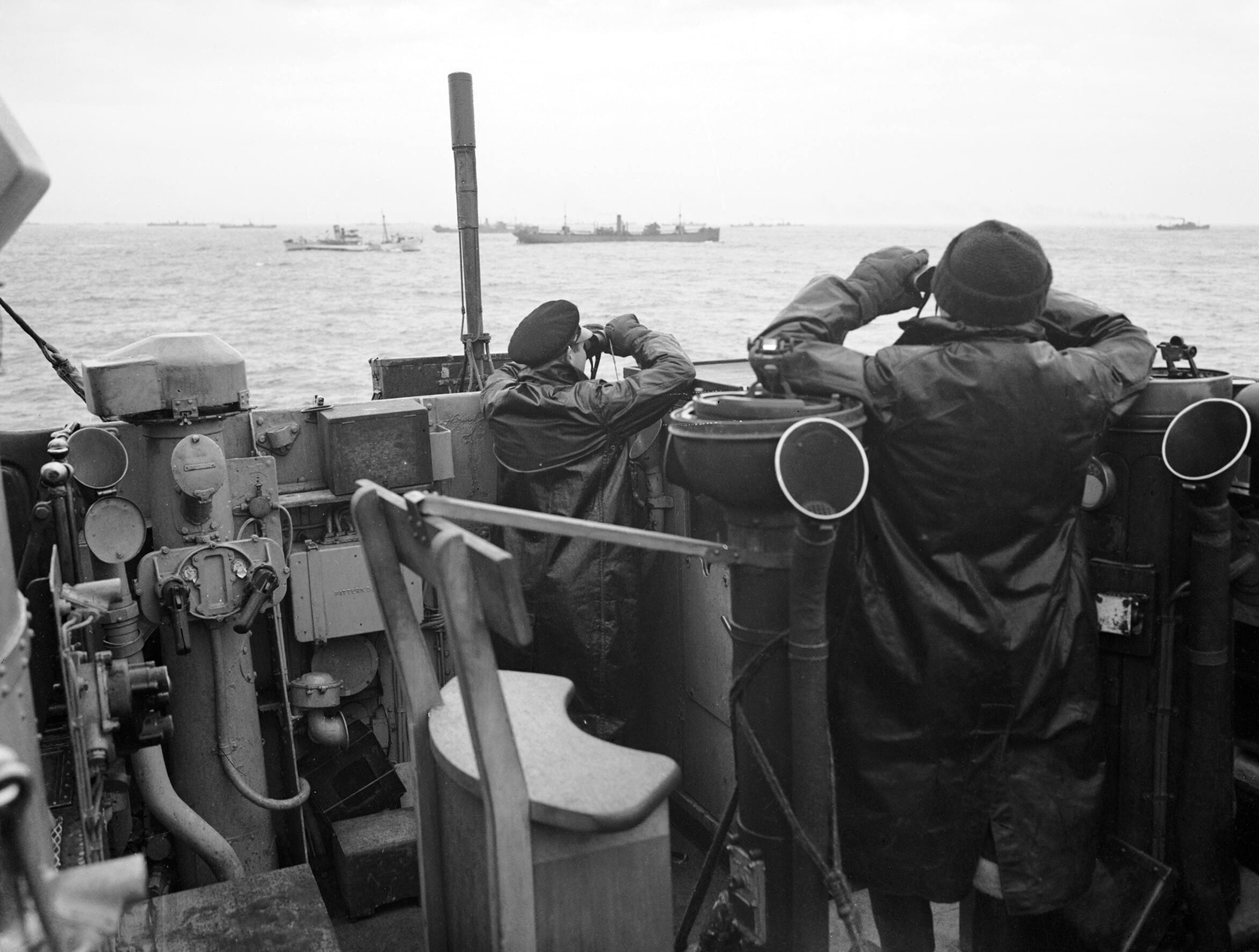
Навігаційна платформа британського есмінця під час Битви за Атлантику у Другій світовій війні. Зверніть увагу на нактоуз в помітному місці по середині і переговорна труба для ретрансляції команд. Броньована рульова рубка і штурман знаходяться безпосередньо під ним.

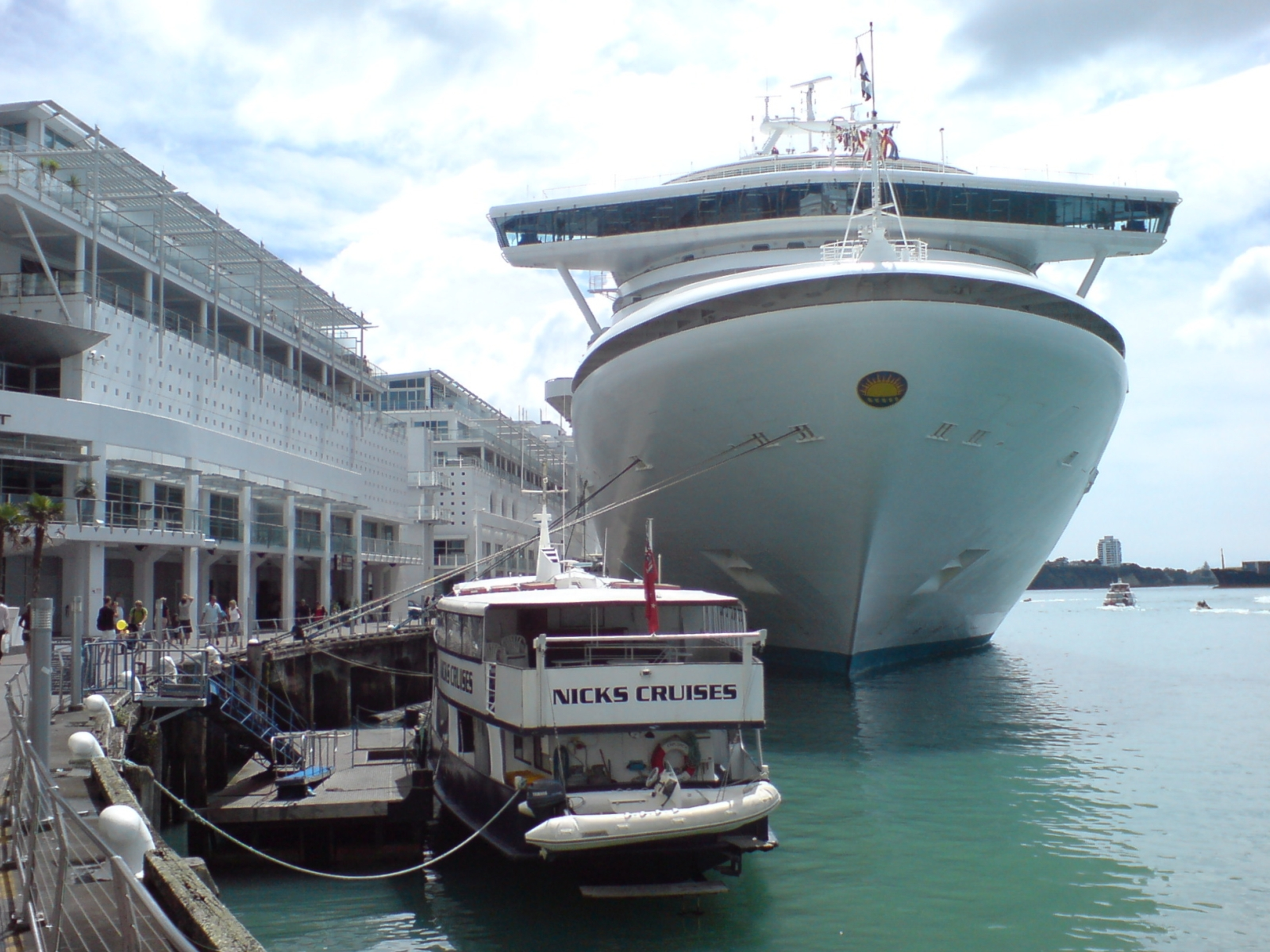
Сучасний місток круїзного судна, що дозволяє мати огляд майже 360 градусів навколо корабля.

Місток — обгороджена частина палуби верхніх ярусів надбудов і рубок або окрема платформа. Містки призначені для розміщення постів керування, спостереження або зв'язку, а також для переходу з однієї надбудови в іншу.
Містки розрізняють за призначенням — ходовий, далекомірний, сигнальний, прожекторний, навігаційний та інші.

## Опис
За місцем розташування містки діляться на носові і кормові, за ступенем захищеності від впливу несприятливих умов зовнішнього середовища — на відкриті, закриті і напівзакриті.
Всю палубу ходової рубки називають ходовим містком, а її відкриті майданчики по бортах від рубки — крилами ходового містка. На суднах, призначених для плавання у високих широтах, крила ходового містка і рульову рубку об'єднують в одне закрите приміщення для захисту від низьких температур. Ходовий місток також носить назву капітанського (pilot bridge).
Навігаційним містком називається дах рульової рубки і суміжних з нею приміщень. На ходовому і навігаційному містках знаходяться основні пости керування судном.
Різновидом суднових містків є перехідні містки, розташовані вище верхньої палуби і призначені для переходу з одного борту на інший і для сполучення між надбудовами. Поздовжні перехідні містки встановлюються на танкерах, що не мають ніяких внутрішніх переходів під верхньою палубою і володіють невеликою висотою надводного борту в повному вантажу.

## Історія

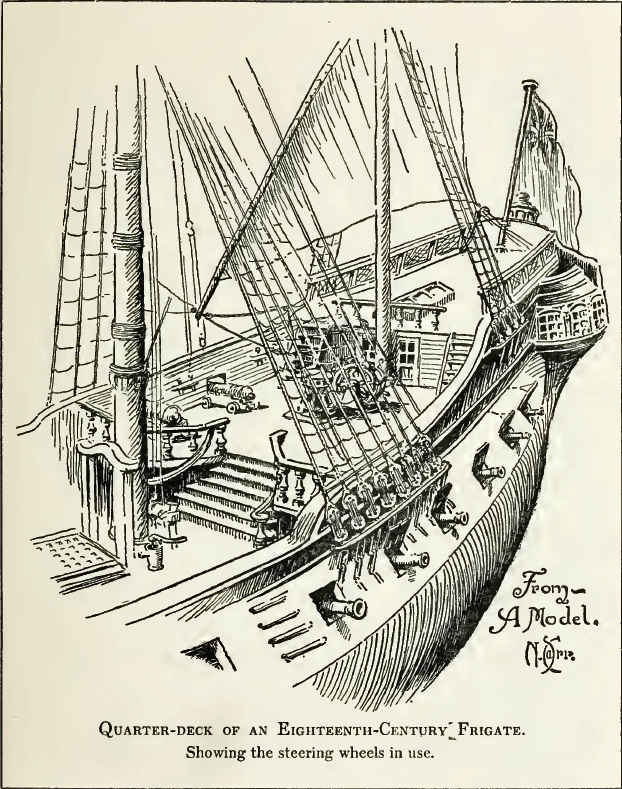
Шканці фрегата XVIII століття, видно штурвал.

Спочатку керування кораблем здійснювалось з шканців (квартердека) — кормової частини палуби, як правило піднесеної для кращого огляду. Розташування шканців в безпосередній близькості від рульового пристрою дозволяло максимально спростити рульовий привід. Там само, всередині юта, зазвичай розташовувалася і каюта капітана, що забезпечувало йому швидкий доступ на шканці.

Модель колісного пароплава з містком, перекинутим між кожухами гребних коліс.

Після появи перших пароплавів таке розташування виявилося незручним — капітану і офіцерам постійно докучав дим з труб, крім того, огляд сильно загороджували кожухи гребних коліс. Тому в середній частині корабля з'являється окрема платформа, іноді — у вигляді перекинутого між кожухами коліс містка, з якою капітан здійснював командування кораблем, а інженерний персонал міг спостерігати за роботою гребних коліс і віддавати накази на розташоване нижче машинне відділення.

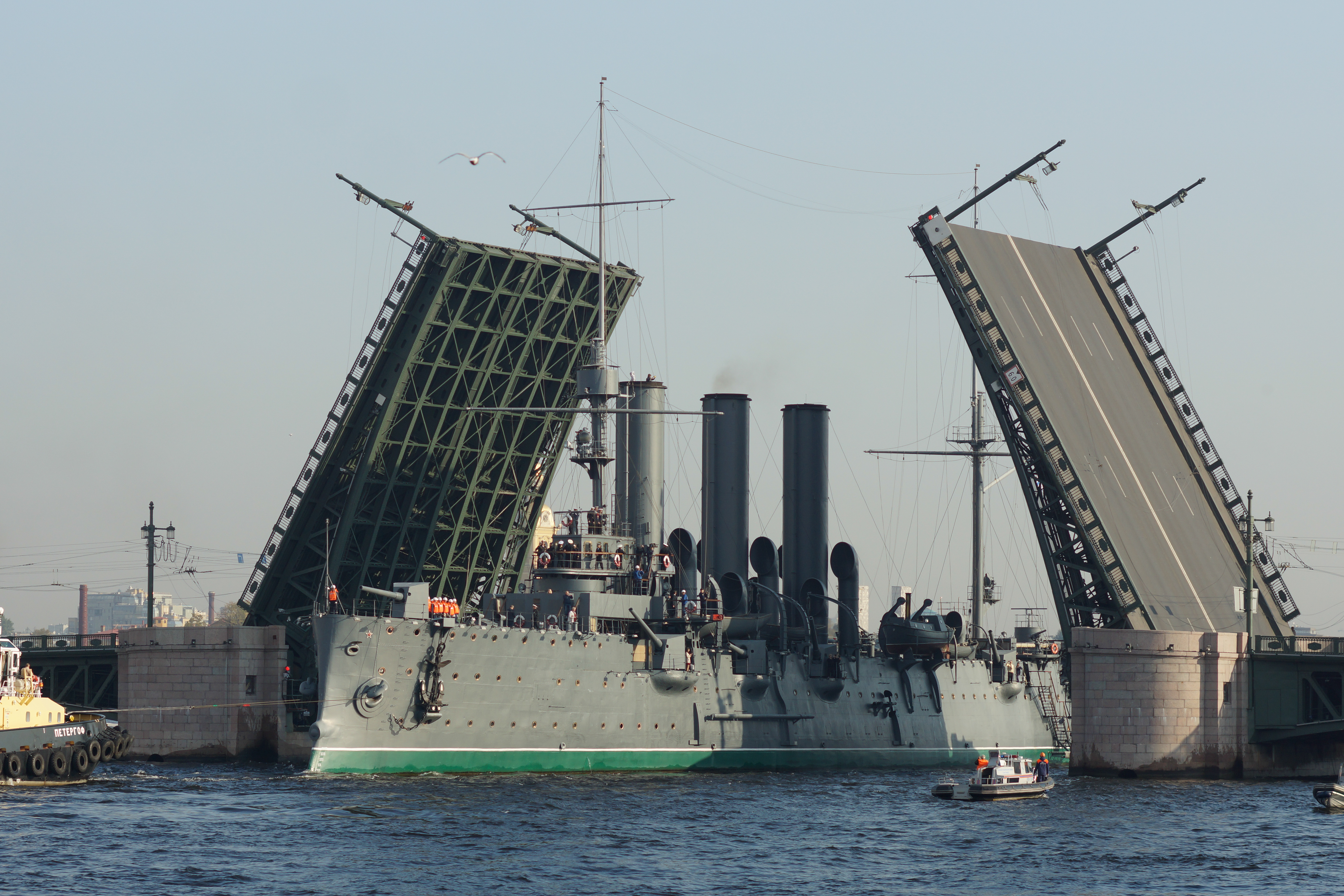
Бронепалубний крейсер «Аврора», добре видно ходовий і навігаційний містки.

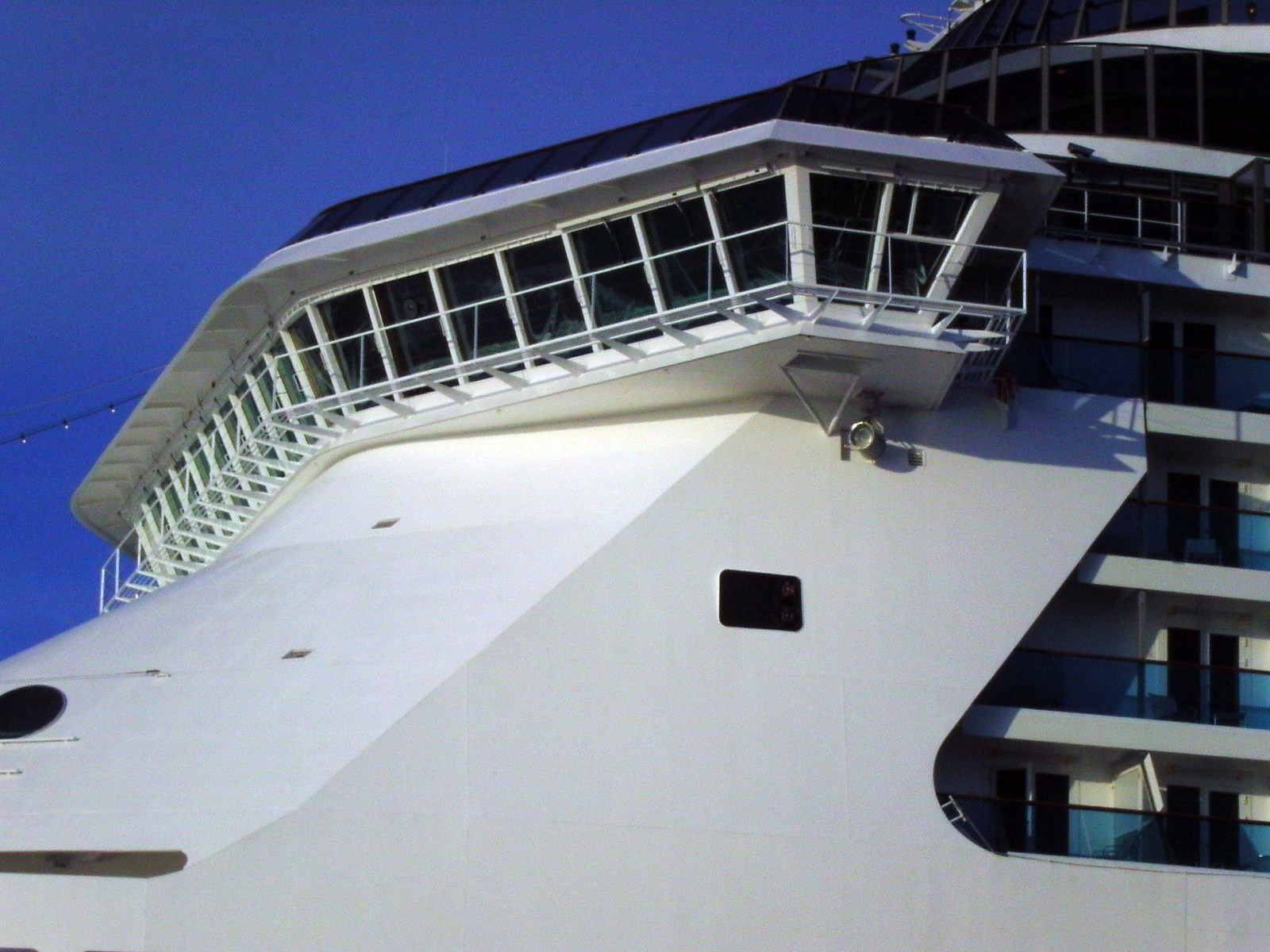
Закритий місток сучасного пасажирського лайнера.

Згодом, завдяки поширенню сервоприводів і пристроїв внутрішньосуднового зв'язку, з'явилася можливість винести місток вперед, в носову частину корабля, забезпечивши з нього кращий огляд — особливо після скасування вітрил. На багатьох кораблях з'являється декілька містків, що служать різним цілям — ходовий (капітанський), навігаційний, адміральський (з якого адмірал зі своїм штабом міг вести управління ескадрою в цілому, не втручаючись в роботу капітана флагманського корабля), і так далі.
У XX столітті набувають поширення захищені від негоди закриті містки з склінням, що забезпечують комфортні умови роботи в будь-яку погоду. Для очищення стекол від крапель використовують відцентрові склоочисники.